# Доенин, Василий Николаевич
Василий Николаевич Доенин (11 сентября (24 сентября) 1909, Ялта, Таврическая губерния, Российская империя — 23 февраля, 1977, Москва, РСФСР) — советский государственный деятель, министр машиностроения для лёгкой и пищевой промышленности и бытовых приборов СССР (1965—1977).

## Биография

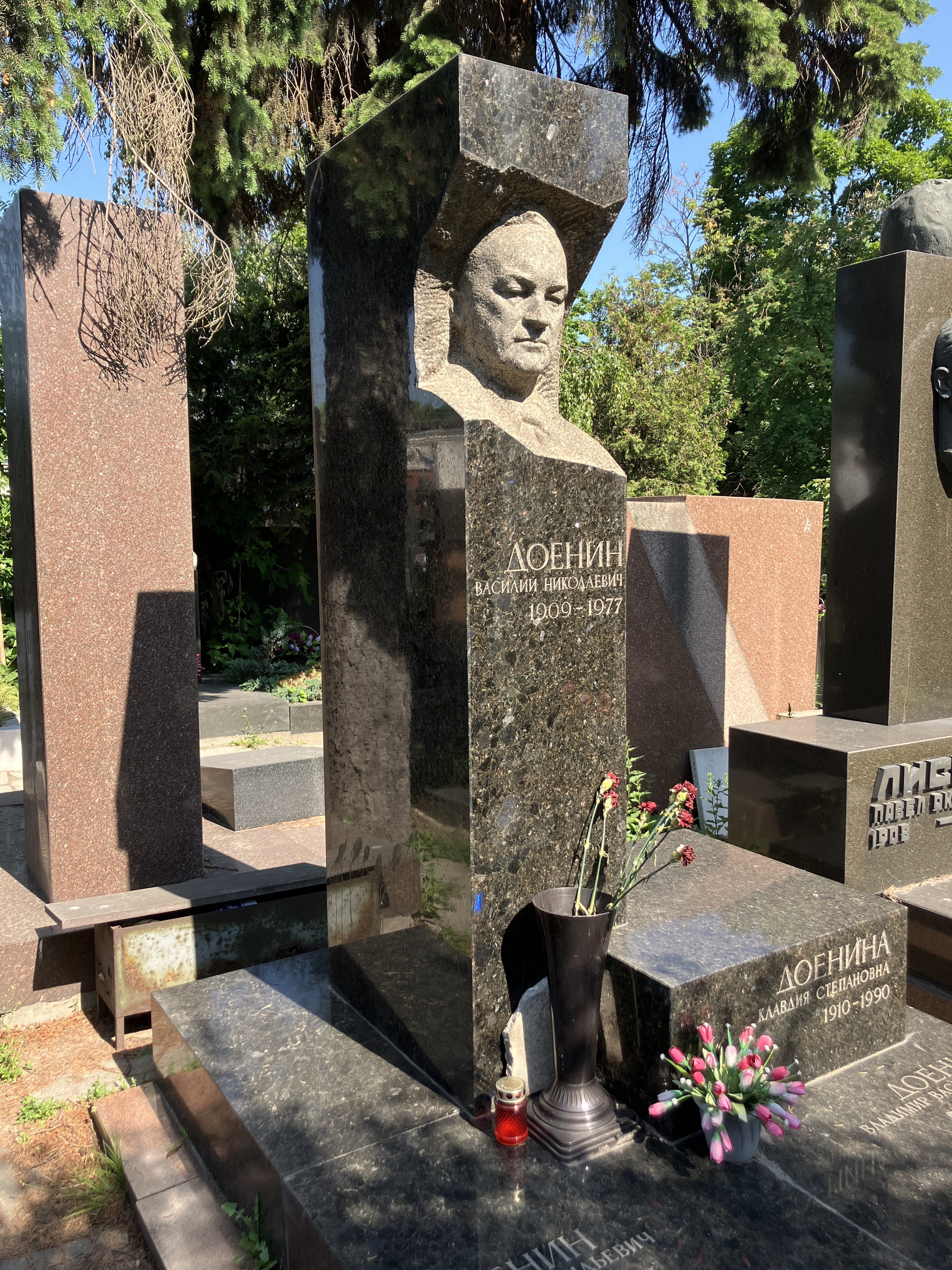
Надгробие В. Н. Доенина на Новодевичьем кладбище, 7 уч. лев.ст. 13 ряд.
Скульптор Л. Е. Кербель

Родился в семье служащего. В 1931 году окончил Дальневосточный политехнический институт.
В 1931—1934 годах — инженер треста «Оргметалл».
В 1934—1944 годах работал на Московском автомобильном заводе им. Сталина: инженер, заместитель начальника цеха, начальник цеха.
В 1944—1946 годах — начальник Главного управления Наркомата среднего машиностроения СССР.
В 1946—1948 годах — начальник Главного управления Министерства автомобильного и тракторного машиностроения СССР.
В 1948—1950 годах — директор Московского завода малолитражных автомобилей.
В 1950—1953 годах — начальник Главного управления Министерства автомобильной и тракторной промышленности СССР.
В 1953—1954 годах — начальник Главного управления Министерства машиностроения СССР.
В 1954—1955 годах — начальник Главного управления Министерства автомобильного, тракторного и сельскохозяйственного машиностроения СССР.
В 1955—1957 годах — начальник Главного управления Министерства автомобильной промышленности СССР.
В 1957—1960 годах — начальник Управления Московского городского СНХ.
В 1960—1962 годах — заместитель, первый заместитель председателя Московского городского совнархоза.
В 1962—1963 годах — первый заместитель председателя СНХ РСФСР.
В 1963—1965 годах — председатель Московского городского СНХ.
В марте-сентябре 1965 года заместитель Председателя Совета Министров РСФСР — председатель СНХ РСФСР.
С октября 1965 года министр машиностроения для лёгкой и пищевой промышленности и бытовых приборов СССР.
Член ВКП(б) с 1940 г. Член ЦК КПСС с 1976 г. (Кандидат в 1966—1976 гг.). Депутат Верховного Совета СССР 7-9 созывов.
Похоронен в Москве на Новодевичьем кладбище.
Награждён двумя орденами Ленина, орденом Трудового Красного Знамени, двумя орденами «Знак Почёта».